# Ajapnyak
Ajapnyak ou Achapnyak (en arménien Աջափնյակ) est un des douze districts d'Erevan, la capitale de l'Arménie.

## Situation
D'une superficie de 2 568 hectares, il est situé dans le nord-ouest de la ville. Sa population est de 107 100 habitants.

## Division
Le district est divisé en sept quartiers : Ajapnyak, Norashen, Nazarbekian, Silikian, Lukashin, Haghtanak et Vahakni.